# Kościół Najświętszego Sakramentu w Leicesterze

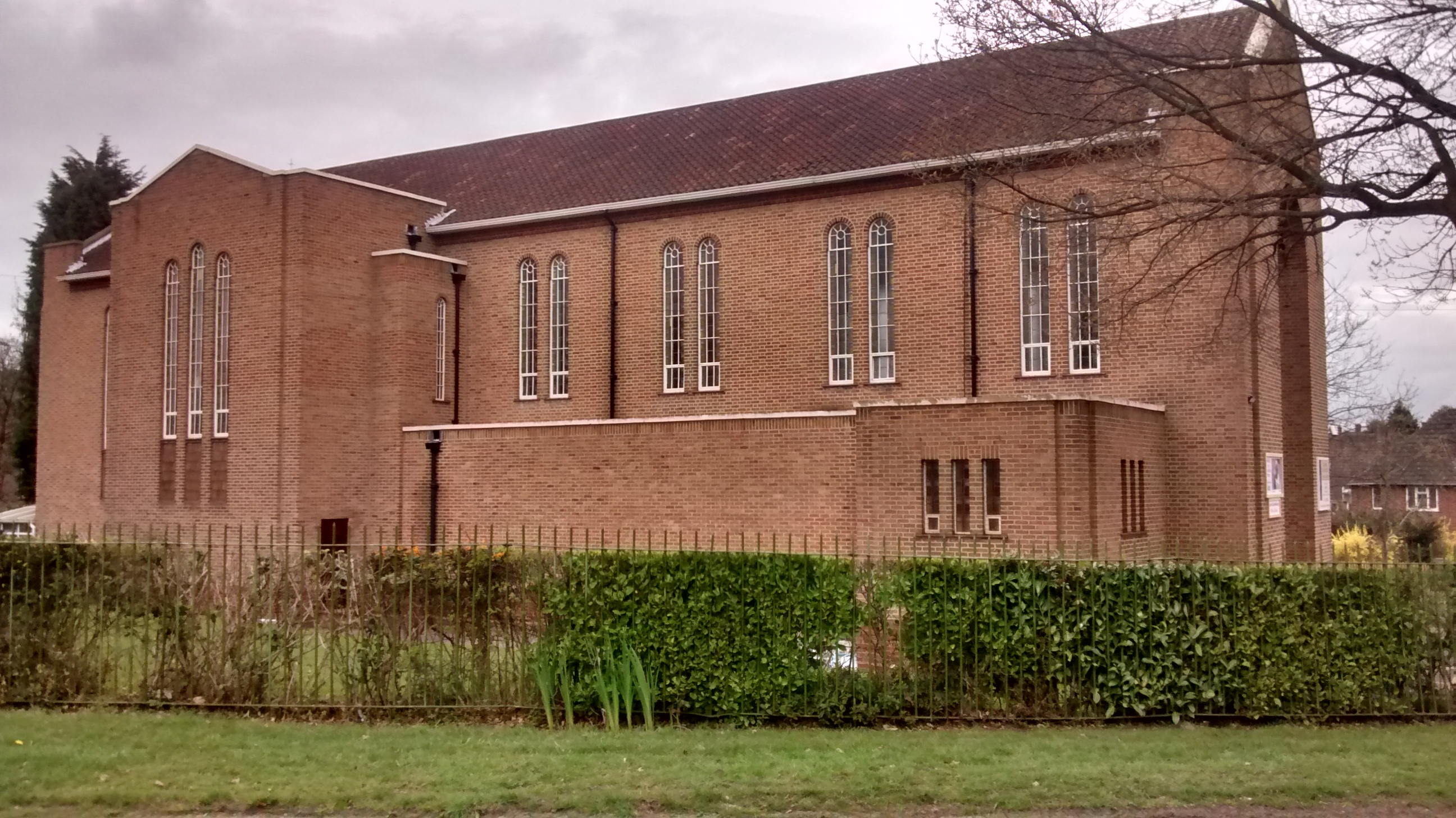
Kościół od strony parku

Kościół pod wezwaniem Najświętszego Sakramentu (ang. The Most Blessed Sacrament) – katolicki kościół zbudowany w 1950 r. w mieście Leicester w Wielkiej Brytanii.
W miejscu obecnego kościoła znajdował się tymczasowy drewniany kościół zbudowany w 1936 przy pomocy Urzędu Miasta (City Council), zburzony aby powstał murowany.
Kościół wzniesiony w całości z cegły. W 1966 górna część kościoła uszkodzona przez pożar. Kosz remontu wyniósł 33 tysiące funtów.
w 1980 r. ołtarz przebudowany w całości z kamienia. Na ścianach kościoła znajdują się obrazy autorstwa Jennifera Bella.
Obok kościoła znajduje się Braunstone Park, gdzie w 1944 r. stacjonowała 82 Amerykańska Dywizja powietrznodesantowa przygotowująca się na walkę z Niemcami w Normandii.